# Spirit in the Sky
Spirit in the Sky (englisch für Geist im Himmel) ist ein Lied des US-amerikanischen Musikers Norman Greenbaum, das 1969 erschien. Es erreichte im Frühjahr 1970 international hohe Chartpositionen und wurde ein weltweiter Hit. Das Album, auf dem das One-Hit-Wonder veröffentlicht wurde, trug denselben Namen.

## Entstehung
Nachdem sich in der zweiten Hälfte der 1960er-Jahre das US-amerikanische Psychedelic-Quartett Dr. West's Medicine Show and Junk Band getrennt hatte, dessen Mitglied Greenbaum war, unterzeichnete er einen Vertrag mit dem damals schon recht erfolgreichen Produzenten Erik Jacobsen. Danach begann er die Arbeiten an seinem ersten Soloalbum.
Die Idee zum Song kam ihm, als er abends im Fernsehen Porter Wagoner, einen amerikanischen Countrysänger, sah. Dieser sang einen bewegenden Gospelsong über Vergebung und Erlösung. Obwohl Greenbaum keine Erfahrung mit Gospelsongs hatte, ging ihm der Text des Liedes leicht von der Hand, den er nach seinen eigenen Angaben in 15 Minuten schrieb.
Anders war es bei der Musik für das Lied: Zunächst versuchte er es musikalisch in einer Jug-Band-Version, dann mit Delta Blues und mit Folk, aber er traf nicht den richtigen Sound, den er sich vorgestellt hatte. Während der Studioaufzeichnung engagierte der Produzent The Stovall Sisters, ein Gospeltrio, das den Hintergrundgesang übernahm. Greenbaum selbst legte seine Akustikgitarre beiseite und bediente sich einer aggressiv klingenden E-Gitarre Fender Telecaster mit integriertem Verzerrer. Heraus kam eine Kombination aus Hardrock und Gospel mit einem durchgängigen Klatschrhythmus.
Zunächst wurden zwei andere Lieder aus Greenbaums Soloalbum veröffentlicht, jedoch mit mäßigem Erfolg. Als dritte Single folgte Spirit in the Sky. Greenbaum gab dazu an, dass sich zunächst Widerstand gegen den Song geregt habe, da er mit rund vier Minuten zu lang gewesen sei. Außerdem sei das Lied unheimlich gewesen: Er, als Musiker mit jüdisch-orthodoxen Wurzeln, der über Jesus singe, und ein verzerrter Ton, den man nicht aus seinem Kopf bekomme.

## Musikstil und Inhalt
Der Song ist eine Mischung aus Psychedelic Rock, der gegen Ende der 1960er-Jahre seinen Höhepunkt erreichte, und Gospelmusik aus der Jahrhundertwende vom 19. zum 20. Jahrhundert. Greenbaum verneinte zwar eine religiöse Intention, inhaltlich ist das Stück aber religiös gefärbt, was aus dem Liedtext deutlich wird. Dort heißt es beispielsweise:

„Prepare yourself you know it's a must

Gotta have a friend in Jesus

So you know that when you die

He's gonna recommend you to the spirit in the sky“

## Rezeption
Spirit in the Sky erreichte in Deutschland, Großbritannien, Kanada und Australien Platz 1 der Charts. In den USA erreichte das Lied als beste Position Platz 3 der Charts. Insgesamt hielt es sich über 14 Wochen in den amerikanischen Top 40. Die Single verkaufte sich 1969 und 1970 weltweit über zwei Millionen Mal, davon allein im Mai 1970 eine Million Mal.
Ab 1987 erfuhr das Werk eine Art Renaissance: Zunächst wurde es als Soundtrack für den Film Die Traumfrau vom Dienst (Maid to Order), später auch für Apollo 13 (1995) und Contact (1997) verwendet. Insgesamt diente der Song in 32 Kinofilmen als Soundtrack und in über einem Dutzend amerikanischer Fernsehwerbungen als Erkennungs- oder Hintergrundmelodie (unter anderem in Werbefilmen für den Sportartikelhersteller Nike und den Autohersteller Toyota).
Das Magazin Rolling Stone setzte 2004 den Song auf den 333. Platz seiner 500 besten Lieder aller Zeiten, 2011 belegte der Titel Platz 341.

## Kommerzieller Erfolg

### Chartplatzierungen
| ChartsChartplatzierungen       | Höchstplatzierung | Wochen |
| ------------------------------ | ----------------- | ------ |
| Deutschland (GfK)              | 1 (14 Wo.)        | 14     |
| Österreich (Ö3)                | 4 (16 Wo.)        | 16     |
| Schweiz (IFPI)                 | 4 (5 Wo.)         | 5      |
| Vereinigte Staaten (Billboard) | 3 (15 Wo.)        | 15     |
| Vereinigtes Königreich (OCC)   | 1 (20 Wo.)        | 20     |

| ChartsJahrescharts (1970)      | Platzierung |
| ------------------------------ | ----------- |
| Deutschland (GfK)              | 24          |
| Österreich (Ö3)                | 18          |
| Vereinigte Staaten (Billboard) | 22          |

### Auszeichnungen für Musikverkäufe
| Land/Region                  | Auszeichnungen für Musikverkäufe (Land/Region, Auszeichnung, Verkäufe) | Verkäufe  |
| ---------------------------- | ---------------------------------------------------------------------- | --------- |
| Neuseeland (RMNZ)            | 2× Platin                                                              | 60.000    |
| Vereinigte Staaten (RIAA)    | 2× Platin                                                              | 2.000.000 |
| Vereinigtes Königreich (BPI) | Platin                                                                 | 600.000   |
| Insgesamt                    | 5× Platin ·                                                            | 2.660.000 |

## Coverversionen
Das Lied ist auf über 50 Kompilationsalben zu finden und wurde häufig gecovert, unter anderem 1985 von Nina Hagen und 1994 von Elton John. Erfolgreich waren die Coverversionen von Doctor & the Medics 1986 und Gareth Gates 2003. Beide Coverversionen schafften es jeweils auf Platz 1 der britischen Charts. Spirit in the Sky stand in Großbritannien somit in drei verschiedenen Jahrzehnten mit drei verschiedenen Interpreten jeweils für einige Wochen an der Spitze der Hitlisten.

### Doctor & the Medics
| ChartsChartplatzierungen       | Höchstplatzierung | Wochen |
| ------------------------------ | ----------------- | ------ |
| Deutschland (GfK)              | 9 (15 Wo.)        | 15     |
| Österreich (Ö3)                | 1 (14 Wo.)        | 14     |
| Vereinigte Staaten (Billboard) | 69 (11 Wo.)       | 11     |
| Vereinigtes Königreich (OCC)   | 1 (15 Wo.)        | 15     |

| ChartsJahrescharts (1985) | Platzierung |
| ------------------------- | ----------- |
| Deutschland (GfK)         | 60          |
| Österreich (Ö3)           | 16          |

Auszeichnungen für Musikverkäufe

| Land/Region                  | Auszeichnungen für Musikverkäufe (Land/Region, Auszeichnung, Verkäufe) | Verkäufe |
| ---------------------------- | ---------------------------------------------------------------------- | -------- |
| Vereinigtes Königreich (BPI) | Silber                                                                 | 250.000  |
| Insgesamt                    | 1× Silber ·                                                            | 250.000  |

### Gareth Gates
| ChartsChartplatzierungen     | Höchstplatzierung | Wochen |
| ---------------------------- | ----------------- | ------ |
| Deutschland (GfK)            | 13 (13 Wo.)       | 13     |
| Österreich (Ö3)              | 10 (16 Wo.)       | 16     |
| Schweiz (IFPI)               | 30 (10 Wo.)       | 10     |
| Vereinigtes Königreich (OCC) | 1 (22 Wo.)        | 22     |

| ChartsJahrescharts (2003) | Platzierung |
| ------------------------- | ----------- |
| Deutschland (GfK)         | 74          |
| Österreich (Ö3)           | 67          |

Auszeichnungen für Musikverkäufe

| Land/Region                  | Auszeichnungen für Musikverkäufe (Land/Region, Auszeichnung, Verkäufe) | Verkäufe |
| ---------------------------- | ---------------------------------------------------------------------- | -------- |
| Vereinigtes Königreich (BPI) | Platin                                                                 | 600.000  |
| Insgesamt                    | 1× Platin ·                                                            | 600.000  |